# Kin-Fo
Kin-Fo est le personnage principal du roman de Jules Verne, Les Tribulations d'un Chinois en Chine, écrit en 1879.

## Le personnage
Kin-Fo est un Chinois de 32 ans, n'exerçant aucune profession. En effet, son père, Tchoung-Héou a fondé sa fortune sur un certain commerce, celui du retour des cadavres des immigrés chinois en Amérique. Kin-Fo est ouvert à la civilisation européenne, comme le fut son père.

## Son caractère
Kin-Fo est d'un caractère fier, impatient, et parfois violent. Mais sa nonchalance et son fatalisme le poussent vers le dégoût de la vie, malgré son amour pour Lé-Ou. Cette mélancolie tenace l'amène au suicide, mais un suicide où il veut connaître la seule émotion de son existence. C'est alors qu'il demande à Wang de l'assassiner.

## Citation
« Il s'était contenté de hausser légèrement les épaules, en homme qui n'a jamais voulu feuilleter, fût-ce une heure, le livre de sa propre vie, qui n'en a pas même coupé les premières pages! »

## Autres personnages du roman
• Wang